# Bataille de Metz
Cet article concerne la bataille de 1944. Pour les autres sièges de la ville, voir siège de Metz.
Seconde Guerre mondiale
Batailles
France
- Paddle
- Fusilade
- Astonia
- Dunkerque
- Wellhit
- Undergo
- Nancy
- Arracourt
- Metz (Fort Driant)

Belgique
- Moerbrugge
- Geel
- Escaut

Pays-Bas
- Market Garden
- Overloon
- Broekhuizen

Allemagne
- Forêt de Hürtgen
- Aix-la-Chapelle
- Colline du Crucifix
- Clipper
- Queen

La bataille de Metz opposa la 1re armée du général Knobelsdorff à la 3e armée du général Patton durant la Seconde Guerre mondiale.
Point d'orgue de la campagne de Lorraine, la « bataille de Metz » se déroula du 27 août au 13 décembre 1944, dans l'ouest mosellan, entre Thionville au nord et Pont-à-Mousson au sud. L’attaque de l'ancienne place forte du Reich par la IIIe armée américaine rencontra une forte résistance de la défense allemande, et se solda par de lourdes pertes de part et d'autre de la ligne de front. La ville fut prise le 22 novembre 1944, mais certains forts de Metz ne déposèrent les armes qu’en décembre 1944. La bataille se termina par la victoire des Alliés, et par la reddition des forces allemandes dans ce secteur du front.

## Contexte historique

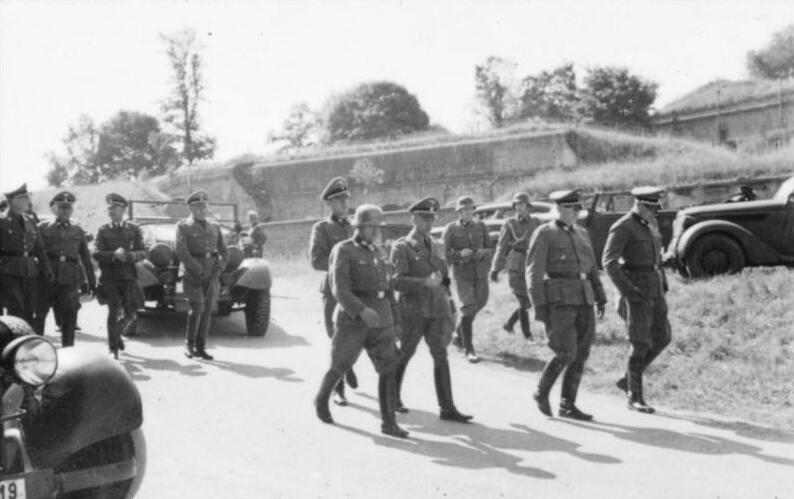
Inspection de Himmler et de Sepp Dietrich au fort de Plappeville, le 7 septembre 1940 guerre mondiale.

À la veille de la Seconde Guerre mondiale, Metz est une ville fortifiée, située entre les rivières de la Moselle et de la Seille. Outre les nombreux ouvrages récents de la région fortifiée de Metz, appartenant à la ligne Maginot, les anciennes fortifications allemandes de la Moselstellung sont encore opérationnelles en 1939. Autour de la cité messine, les forts de Metz en particulier forment deux ceintures fortifiées, distantes de 3 à 10 km du centre-ville. Ces périmètres fortifiés sont composés de dix-huit forts, ou groupes fortifiés, d'une vingtaine d'ouvrages d'infanterie, de batteries et de postes d’observation interconnectés. La ville tombe pourtant sans combattre aux mains des forces allemandes le 17 juin 1940 et le territoire est peu après annexé au Troisième Reich. Aux yeux des dignitaires nazis, il ne faisait aucun doute que la ville de Metz, qui avait donné tant de généraux et d’officiers à l’armée du IIIe Reich, était une ville allemande. La répression allemande, sur la population civile restée attachée à la France, n’en sera que plus brutale.
Pendant l’annexion, la Wehrmacht ne considère pas la ville de Metz comme un site stratégique et n’hésite pas à réduire son dispositif défensif, en désarmant la plupart des forts autour de Metz. Toutefois, lorsque les forces alliées commencent à progresser en France, après le débarquement de Normandie, Metz devient un site stratégique important pour le commandement allemand, qui se met à organiser la défense de la ville, pour tenter de contrôler l’avance des Alliés. À la fin du mois d’août 1944, les forces allemandes réussissent momentanément à contrôler l’avance des Alliés, grâce à des positions défensives, sur l’ensemble du front occidental. Une ordonnance de Hitler, de mars 1944, ordonne en effet aux commandants des différentes places fortes du Troisième Reich, comme à ceux de la région messine, de tenir les positions jusqu’au bout, sauf décision expresse du Führer. Le commandant de Metz suit cet ordre à la lettre, dès le début du mois de septembre 1944, face à l’avancée des troupes de la IIIe armée américaine du général George Patton. Devant Verdun, la IIIe armée menace déjà gravement la défense de la région de la Sarre, en Allemagne. Espérant gagner du temps pour renforcer le front Ouest, le commandement allemand décide de freiner l’avancée de Patton en renforçant les points stratégiques de ce front. Le secteur de Metz relève de la Ire armée allemande commandée par le général Kurt von der Chevallerie. Le 27 août 1944, la défense de Metz est confiée au général Walter Krause.

## Juillet 1944
Malgré une première réunion tenue le 24 juillet 1944 dans les souterrains de la Kommandantur de Metz sur l’initiative des généraux Schroth et von Poten, et une seconde réunion organisée par le colonel SS Ernst Kemper le 27 juillet 1944, la défense de Metz n’est pas à l’ordre du jour à Berlin. Selon Kemper, la place de Metz devait être approvisionnée pour six semaines, et le pouvoir civil devait passer le relais aux autorités militaires. La police de sûreté devait en outre expulser les éléments francophiles de la population, afin d'éviter des sabotages et des trahisons. L’état-major allemand refuse d’envisager le pire et considère que la progression des Alliés peut encore être contenue sur le front Ouest. Les propositions faites par le commandant de la ville et par Kemper, concernant la défense de Metz, sont donc rejetées.
Fin juillet 1944, Metz est la base arrière de :
- une partie de l’état-major de la XIIe région militaire ou "Wehrkreis XII, dont le siège administratif est à Wiesbaden, commandée par le General der Infanterie Walter Schroth ;
- l’état-major de la 462e division de réserve, future 462. Volks-Grenadier-Division, sous le commandement du Generalleutnant Krause depuis le 20 juillet 1944 ;
- l’état-major du commandement de la place de Metz, dirigé par le Generalmajor Ernst von Poten ;
- l’école des élèves officiers de la Wehrmacht ( Standarten-Oberjunker et Standarten-Junker), sous l’autorité du colonel  Joachim von Siegroth. La « Fahnenjunkerschule VI » était ouverte depuis avril 1943 ;
- l’école des transmissions des élèves sous-officiers SS, sous l’autorité du colonel SS Ernst Kemper. La « Nachrichtenschule der Waffen-SS Metz » était ouverte depuis le 15 décembre 1942 ;
- l’état-major du service de santé du Wehrkreis XII, depuis le 6 juin 1944 ;
- l’état-major du dépôt central de remonte des territoires de l’Ouest[note 6] ;
- l’état-major central des services de ravitaillement et d’intendance ;
- l’état-major de réserves générales du service des munitions ;
- l’état-major de la 4. Jagd-Division[note 7] de la Luftflotte 3 du Generalfeldmarschall Hugo Sperrle ;
- l’état-major général du secteur aérien du Wehrkreis XII, basé à Metz-Frescaty, dirigé par le Generalmajor Meier ;
- l’état-major des services de guerre, casernements et fortifications de Metz ;
- l’état-major des services de sécurité du Gau Westmark, comprenant, outre la police et la Gestapo, un régiment de sécurité sous les ordres du SS-Brigadeführer Anton Dunckern.

## Août 1944
Le dispositif des services allemands basés à Metz sera maintenu en place, sans changements notables, jusqu’à la fin du mois d’août 1944. Après le débarquement de Provence le 15 août 1944, la situation bascule rapidement en faveur des Alliés sur le front occidental. Le 24 août, le général Schroth est enfin autorisé à mettre en alerte la 462e division d’infanterie basée à Metz, et stationnée entre Metz et Luxembourg. Metz reçoit l’appui d’éléments du LXXXII. Armeekorps du général d’infanterie Johann Sinnhuber. À peine intégré à la Ire armée allemande, le LXXXII. Armeekorps tient un large secteur, allant d’Arnaville, au sud de Metz, à Montmédy. Le 24 août 1944, la construction d’une ligne de défense située en avant du Westwall est ordonnée. La Weststellung repose sur les fortifications situées entre Luxembourg et Metz. Les civils des zones occupées par l’armée allemande sont réquisitionnés sous la supervision de Himmler. Les travaux de défense commencent le 25 août 1944. La plupart des civils réquisitionnés, appelés Schanzarbeiter, creusent en pratique des tranchées antichars. Le 27 août 1944, la division d’instruction devient une division d’armée en campagne, donc une nouvelle division combattante. À la nouvelle 462e Infanterie-Division, Krause incorpore les 1 888 aspirants de la Fahnenjunkerschule VI de Metz, ainsi que 1 500 soldats de différentes armes de la Wehrmacht, pour former deux bataillons, dotés de canons et de pièces antichars. L’ensemble, placé sous l’autorité de Siegroth, devint rapidement homogène, et très combatif, grâce à la détermination des aspirants. Tous les postes de combat importants, comme les postes de pointeurs pour l’artillerie, ou ceux d’officiers de liaison, sont confiés à des Fahnenjunkers bien instruits. La section d’artillerie de campagne est formée à partir de la section d’artillerie d’instruction, autour de pièces russes de 76,2 mm prises sur le front de l’Est. L’artillerie de forteresse est réinstallée à la hâte dans les forts situés à l’ouest de Metz, notamment à la Feste Kronprinz. L'État-major allemand avait conservé les plans de 1918 et possédait encore les tables de tir nécessaires à l’artillerie de forteresse. Le maître de forges Hermann Röchling qui avait supervisé l’installation des pièces d’artillerie neuves avant 1918 fut ainsi réquisitionné, avec ses ingénieurs et ses plans originaux, afin de réinstaller les pièces d’artillerie dans leurs tourelles. Les deux bataillons d’infanterie d’instruction, le bataillon d’instruction du génie, ainsi que la compagnie d’instruction de mitrailleuses lourdes, sont aussi complétés avec des soldats réquisitionnés à Metz. Le régiment de sécurité 1010 du colonel Richter (Sicherungsregiment 1010), arrêté à Metz alors qu’il se repliait, forme directement deux bataillons de trois compagnies, d’environ 500 hommes. Les 2 000 sous-officiers Waffen SS de l’école des transmissions de Metz du colonel Kemper forment un bataillon de quatre compagnies. Quant aux unités de la Flak de la 9e Flak-Division, elles sont converties en unités antichars, dotées de canons de calibre 20 mm, 37 mm et 88 mm, pour être aussi incorporées à la 462e division. À partir du 7 septembre 1944, les 2 000 élèves « chefs de groupe » de la XIIe région militaire, de l’école de Wiesbaden, viendront renforcer l’effectif de cette division. La plupart de ces sous-officiers étaient des vétérans du front de l’Est. Ils seront immédiatement placés sur le terrain en deux bataillons, soutenus par deux batteries d’artillerie, dont l’une dotée de pièces autoportées. L’effectif de la 462e division d’infanterie s’élève à ce moment de la bataille, à près de 14 000 hommes.
Du 27 août au 4 septembre 1944, la situation devient confuse et les services allemands, civils et militaires, refluent en nombre vers la Sarre et le Palatinat. Dans la nuit du 30 au 31 août 1944, militaires et fonctionnaires allemands quittent Metz précipitamment, abandonnant tout sur place. La précipitation est telle que les autorités civiles oublient même d'informer les Siedler, colons germaniques, disséminés en Moselle. Le 31 août au matin, le camp de Woippy est aussi évacué par les SS qui en assuraient la garde. Sur ordre du général SS Anton Dunckern, les archives allemandes et les stocks militaires encore en place dans les forts de Metz, notamment au Groupe fortifié du Saint-Quentin, sont détruits par le feu dans la nuit du 31 août 1944. C'est ainsi que brûlèrent des documents des Archives départementales de la Moselle et des ouvrages de la bibliothèque municipale. Les habitants de Metz attendent maintenant une libération rapide.

## Septembre 1944

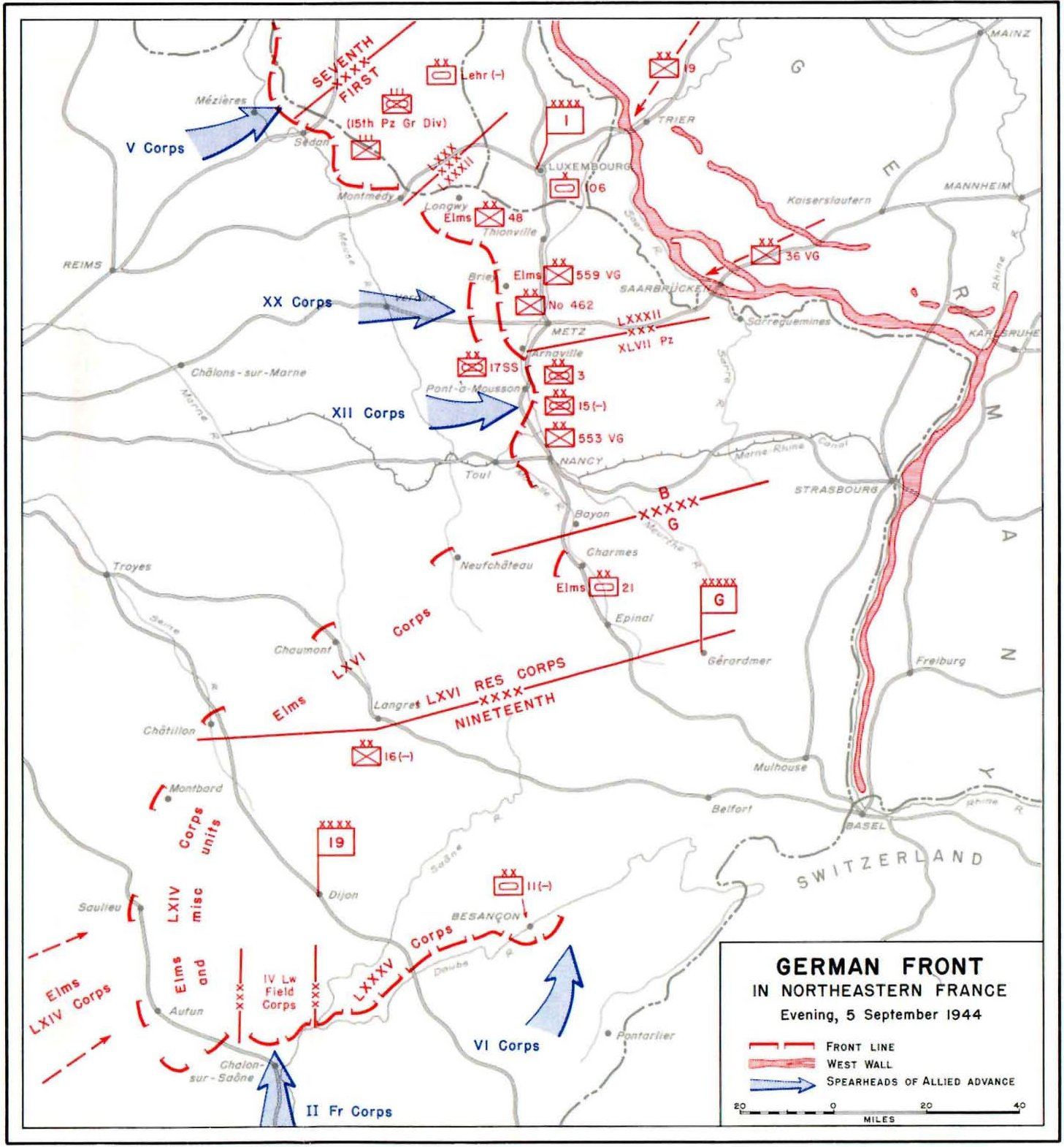
Bataille de Metz, le 5 septembre 1944

La IXe armée américaine organise un bombardement massif des voies de communication entre Pont-à-Mousson et Thionville, dans la journée du 1er septembre 1944. Alors que les forts résistent bien aux bombes incendiaires, de nombreux dépôts militaires sont touchés. Le dépôt de munitions du bois de l’hôpital notamment, près de Chesny, brûlera pendant près d’une semaine. Le 2 septembre 1944, Metz est déclarée forteresse du Reich par Hitler. La place forte doit donc être défendue jusqu’à la dernière extrémité par les troupes allemandes, dont les chefs ont tous prêté serment au Führer. Dans le même temps, Himmler, qui connaît bien les fortifications du West-Metz pour les avoir inspectées quatre ans plus tôt, reprend les choses en main. Himmler, qui avait par ailleurs inspecté l’école des élèves officiers de Metz le mois précédent, avait déjà insisté, dans son discours, sur la nécessité vitale de freiner l’avance des Alliés, en attendant la production imminente d’une nouvelle arme secrète, la fusée V2, censée changer le cours de la guerre. Alors qu'un grand nombre de civils allemands, non fanatiques, préfèrent prudemment ne pas revenir à Metz, le Reichsführer place méthodiquement ses hommes à tous les postes clés des administrations civiles et militaires. Les nazis reviennent donc en force dans la cité messine. Le lendemain, 3 septembre 1944, le général Krause, alors commandant de la place forte de Metz, établit son poste de commandement principal (Oberkommando) dans la caserne du fort Alvensleben. Le fort de Plappeville était en effet situé au centre du dispositif défensif de Metz, avec à l’ouest le fort Manstein (Girardin), tenu par le colonel Joachim von Siegroth, au nord le fort Zastrow (Les Bordes) tenu par le colonel SS Wagner et au sud le fort Prinz August von Württemberg (Saint-Privat) tenu par le colonel SS Ernst Kemper. Le jour même, les troupes du général Krause prennent position sur une ligne allant de Pagny-sur-Moselle à Mondelange, en passant à l’ouest de Metz par Chambley, Mars-la-Tour, Jarny et Briey. Le 4 septembre, les bataillons de pionniers de la 462e division sont chargés de la destruction des ponts routiers et des ponts de chemin de fer, au-dessus de la Moselle et à la périphérie de l’agglomération messine.
La première attaque est lancée par la Ve division d’infanterie américaine, commandée par le général de division Leroy Irwin. Lors d’une opération de reconnaissance en direction de la Moselle, des éléments blindés du XXe corps américain entrent en contact avec des éléments de la 462e division, le 6 septembre 1944. Les forces américaines, qui n’avaient pas prévu de rencontrer tant de forces allemandes dans ce secteur du front, commencent alors à se regrouper, en rassemblant leurs unités dispersées. Plusieurs accrochages ont lieu après cette première rencontre. Sous la pression des troupes américaines, les éléments de première ligne de la 462e division se replient sur un périmètre plus restreint, allant de Novéant à Hauconcourt et passant par Vionville et Saint-Privat. Après ce premier repli, les lignes allemandes s'appuient maintenant solidement sur les forts du secteur ouest, en particulier sur les groupes fortifiés Lorraine au nord, François-de-Guise, Jeanne-d'Arc, et Driant au sud. Le sud de Metz est tenu par le bataillon Berg de l’école des transmissions de Metz, qui soutient le bataillon d’instruction Vogt, malmené par les unités américaines de la Ve Infantry Division dans le secteur d’Ars-sur-Moselle. À la droite du bataillon Vogt, le régiment de l’école des officiers de Metz, commandé par Stössel, s’étire entre Gorze et Saint-Privat. Bien équipé en mitrailleuses lourdes et en pièces d’artillerie de campagne, notamment russes, ce régiment est composé aux trois quarts de Fahnenjunkern ayant combattu sur le front de l’Est et d’un quart de junkers issus des « Jeunesses hitlériennes ». Sur l’aile droite de ce régiment, dans le secteur de Sainte-Marie-aux-Chênes, est positionné le régiment de sécurité no 1010 du colonel Richter, immédiatement soutenu par le régiment de l’école des chefs de groupe, dont la ligne de front s’étire jusqu’à Maizières-lès-Metz et Hauconcourt.
Testant les défenses du secteur fortifié de Metz, les troupes américaines tentent d’abord de s’emparer d’une tête de pont au nord de Metz. Cette attaque, repoussée par les "chefs de groupe" du colonel Wagner, se solde par un échec. L'attaque américaine sur le secteur nord-ouest de Metz se poursuit les 8 et 9 septembre 1944 dans le secteur d'Amanvillers. La ligne de fortifications de ce secteur allant de Gravelotte à Semécourt, qui se composait d'un mur de béton discontinu, de trois mètres de haut et 10 mètres de large, renforcé par quatre forts, le tout recouvert à l'Ouest par une ligne d'avant-postes, de tranchées, de barbelés, et de positions de mitrailleuses, semble imprenable. Le 9 septembre au matin, l’artillerie américaine déverse une pluie d’obus sur les positions allemandes identifiées, préparant le terrain à l’infanterie et aux blindés de la Task force McConnell. Arrivées dans le bois de Jaumont, les troupes américaines du 2e Infantry regiment sont prises sous le feu du fort Kellermann. Les batteries allemandes éliminent en quelques instants sept chars et deux canons autoporteurs, forçant la colonne à se retirer précipitamment. Voulant contourner les fortifications par le nord, les Américains sont bientôt pris sous le feu d'une contre attaque allemande, avant d'être stoppés par les tirs du fort Lorraine. L'artillerie de campagne américaine reprend aussitôt ses tirs sur les ouvrages fortifiés du secteur, mais sans grands résultats compte tenu du relief et de la végétation. Le 10 septembre, trois escadrilles de chasseurs-bombardiers déversent leurs bombes sur le secteur est d'Amanvillers, où sont groupées les fortifications. Les P-47 atteignent leurs cibles, mais les bombes de 500 livres ont peu d'effet sur le béton armé des ouvrages fortifiés. Au moment de l'attaque aérienne, le commandant de la 7e division blindée prend position près de Roncourt, afin de soutenir une nouvelle attaque du 2e Infantry regiment. L'attaque d'infanterie, lancée à 18 h, rencontre une résistance acharnée. Malgré le soutien des chars, elle s’arrête à bout de souffle trois heures plus tard. Une percée sera effectuée plus tard, plus au nord, vers Mondelange et Thionville, mais ne sera pas exploitée par le commandant du XXe corps US. Le 11 septembre 1944, à 6 h 30, les chars de la 7e division blindée font route vers Pierrevillers, essuyant au passage des tirs sporadiques. Mais ils tombent finalement sur un barrage routier antichar, sous le feu de canons antichars camouflés difficilement localisables. L'infanterie arrive cependant à prendre position sur les pentes boisées, au nord-ouest du village de Bronvaux, trop loin cependant de l'objectif pour soutenir le 2e Infantry regiment. Malgré plusieurs contre-attaques de la 462e Infanterie Division, les troupes américaines arrivent à reprendre du terrain en fin de journée, après un barrage roulant d'artillerie visant les ouvrages fortifiés du secteur, et utilisant des obus fumigènes en couverture. Le 1er bataillon de la Task force, durement touché par les tirs d'artillerie de la 462e Volks-Grenadier-Division et par les tirs précis d'armes légères, doit se retirer avec difficulté derrière un écran de fusées fumigènes, à plus de cinq cents mètres d'Amanvillers. Vers 14 h, une frappe aérienne sur Amanvillers ne permet pas à l'infanterie de progresser, le village étant définitivement trop proche des fortifications du secteur pour être pris en totalité.
Une seconde opération, dirigée frontalement sur la ville de Metz, se solde aussi par un échec. Du côté de Gravelotte, dans le bois des Génivaux, les troupes américaines piétinent face aux Fahnenjunkern de Siegroth, qui dominent le terrain. Les patrouilles américaines se heurtent à un mur de feu devant le fort Jeanne-d’Arc. La troisième opération des forces américaines, dans le secteur sud-ouest de Metz, permit toutefois aux Alliés d’établir une tête de pont sur la Moselle, au sud de Metz. Les 6 et 7 septembre 1944, la VIIe division blindée et la Ve division d’infanterie américaines attaquent en effet en force au sud de Metz, dans le secteur allant de Ancy-sur-Moselle à Arnaville sous le feu des forts Driant sur la rive ouest, Sommy et Saint-Blaise sur la rive est de la Moselle. Les lignes allemandes sont enfoncées dans le secteur de Mars-la-Tour jusqu’à Gravelotte et dans celui de Chambley jusqu’à la Moselle, de Dornot à Pagny-sur-Moselle. Des soldats de la 5e division d’infanterie américaine réussissent à traverser la Moselle, dans la nuit, dans des conditions extrêmes, brisant ainsi la résistance allemande dans le secteur de Dornot. Une tête de pont est enfin établie sur la rive est de la Moselle.
Comprenant que les défenses de Metz peuvent non seulement être contournées par le sud, mais aussi prises à revers par l’est, le Generalleutnant Krause quitte le fort de Plappeville pour se rendre sur place et constater l’étendue du péril. Il demande d’urgence l’appui des Panzers de la 17e Panzer-Grenadier-Division qui se replient depuis quelques jours vers Kaiserslautern. Le 37e SS Panzer-Grenadier-Regiment, appartenant à la célèbre division blindée, arrive en hâte de Boulay, entrant immédiatement dans le feu de l’action dans le secteur de Jouy-aux-Arches et Corny-sur-Moselle, face à la tête de pont américaine de Dornot. La contre-attaque est menée simultanément sur la rive ouest, depuis Ars-sur-Moselle, par le bataillon Berg, formé avec les élèves SS de l’école des transmissions de Metz intégrés à la 462e Infanterie Division. Les combats sont sans pitié et les troupes, tant américaines qu’allemandes, ne font pas de prisonniers. Le 7 septembre 1944, l'Oberst Kurt von Einem, chef d’état-major du XIIIe SS Armee Korps, reçoit l’ordre de tenir à tout prix les positions entre Thionville au nord, et Arry au sud de Metz.
Le 10 septembre 1944, après trois jours de combats acharnés, et 945 tués, blessés ou disparus, les Américains sont finalement rejetés sur la rive ouest de la Moselle, à Dornot. Alors que les Américains refluent sur Dornot, les troupes allemandes du groupe fortifié Driant organisent des contre-attaques nocturnes en direction du sud, contraignant les troupes américaines à se retrancher, d’abord sur Ancy-sur-Moselle, puis sur Dornot.
Alors que la tête de pont en face de Dornot est évacuée, les Américains reprennent pied sur la rive ouest de la Moselle dans le secteur d’Arnaville sous la conduite du colonel Yuill, commandant le Xe Combat Team. Pour la première fois en Europe, l’armée américaine utilise des écrans de fumigènes dans une opération offensive. L’opération menée par le 84e Chimical Engineer Compagnie est un succès. Le 12 septembre 1944, la contre-attaque allemande est prévisible. Le 37e Panzer-Grenadier-Regiment de la 17e SS Panzer-Grenadier-Division, le 8e Panzer-Grenadier-Regiment et la 103e Panzer-Abteilung de la 3e Panzergrenadier Division et le 115e Panzer-Grenadier-Regiment de la 15e Panzerdivision sont engagés aux côtés du 282e bataillon "Vogt" de la 462e Infanterie-Division pour contenir la tête de pont d’Arnaville. L’artillerie de campagne allemande, soutenue par les batteries des forts Kronprinz et Haeseler, pilonne les troupes américaines. De son côté, l’artillerie américaine répond par un tir de barrage, tirant plus de 5 700 salves sur ce secteur. Les P-47 du 406e Squadron du 371e groupe TAC appuient les troupes au sol, détruisant même, par un coup au but, une batterie du fort Verdun (Sommy) et des batteries lourdes situées près de Mardigny. Sous ce déluge de feu, les régiments de Panzer-Grenadier et le bataillon Vogt subissent de lourdes pertes. Plus de dix Panzers et plusieurs véhicules semi-chenillés sont ainsi détruits le 12 septembre.

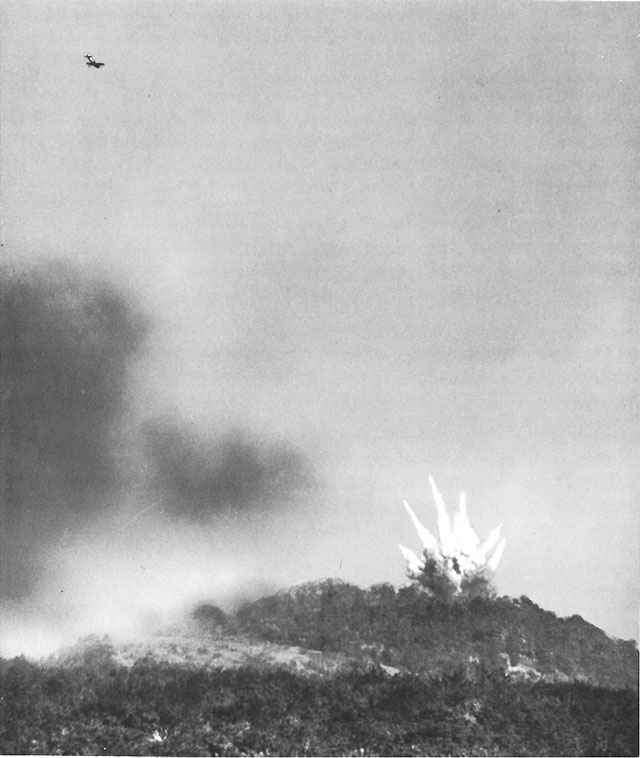
Bombardement du fort Driant par des P-47 du 19e Tactical Air Command, septembre 1944.

Le 13 septembre 1944, l'état-major américain redéploie ses troupes sur la ligne de front pour concentrer son attaque sur les quatre grands ouvrages fortifiés du secteur ouest de Metz. Au nord du secteur, la fatigue et le stress désorientent les hommes du 2e Infantry Regiment qui sont finalement relevés de ce que le journal de marche de l'unité nomme désormais un hell hole, le 14 septembre 1944. Deux régiments renforcés par des compagnies du génie de la 90e Infantry Division prennent la relève dans le secteur nord-ouest de Metz: le 357e Infantry Regiment du Colonel Barth prend position le long du bois de Jaumont, à l'est de Saint-Privat, le 359e Infantry Regiment  Colonel Bacon prend position à l'est de Gravelotte. Le 15 septembre 1944, une attaque est prévue sur le secteur nord-ouest de Metz, sur les ouvrages Canrobert et Kellermann et sur le Groupe fortifié Jeanne-d’Arc. L’approche est difficile, les soldats allemands se défendant pied à pied. Les bazookas américains étant sans effet sur les casemates bétonnées, des chars, suivis de sections armées de lance-flammes, se jettent sur les premières lignes allemandes, ne parvenant qu’à les neutraliser, sans les prendre. Le général McLain comprend qu’une attaque directe du secteur nord-ouest serait vouée à l’échec et ordonne à ses troupes de maintenir la pression sur les postes avancés de la 462e Volks-Grenadier-Division, sans attaquer frontalement les forts Jeanne-d’Arc et Lorraine.
Le 16 septembre 1944, dans un brouillard épais, le général McLain reprend l'attaque sur le secteur nord-ouest. L’attaque de l'ouvrage Canrobert débute à 10 h, mais elle est repoussée deux heures plus tard par les Fahnenjunkern de Siegroth, qui se livrent à un corps à corps sans merci. Les Américains du 357e Infantry Regiment se retirent, laissant 72 soldats sur le terrain. À 17 h, le 1er Bataillon du même régiment est aussi arrêté dans son élan par des tirs d'artillerie et d'armes légères. Au sud de ce secteur le 2e bataillon perd 15 officiers et 117 hommes sous un feu nourri de mortiers et d'armes automatiques provenant de la lisière boisée, non loin du Groupe fortifié Jeanne-d’Arc. À la nuit tombante, le bataillon n’a progressé que de 200 mètres. Voyant que les Américains grignotent peu à peu leurs lignes, les Allemands intensifient leurs tirs d'artillerie, réussissant à contenir les deux régiments et faisant craindre à McLain une nouvelle contre-attaque. Devant la pugnacité des troupes d’élite de la 462e Volks-Grenadier-Division, le général McLain, en accord avec le général Walker, décide de suspendre les attaques, en attendant de nouveaux plans de l’état-major de la 90e Infantry Division.
Pour sécuriser le secteur sud de Metz, où se trouvent les Festen Haeseler, von der Goltz, Wagner et Luitpold, et contenir les troupes allemandes dans les forts de la ligne fortifiée West-Metz, l’opération Thunderbolt, combinant des attaques aériennes et des attaques au sol sur les groupes fortifiés messins, est planifiée le 17 septembre 1944. Les Festen Kronprinz et Kaiserin, et quatre autres forts utilisés comme dépôts de munitions ou usines souterraines d'armement, sont visés en priorité. Le 18 septembre 1944, des éléments de la division Götz von Berlichingen entrent en contact avec des unités américaines dans le secteur sud du front. Le 19 septembre 1944, le dépôt d'ogives de torpilles du Groupe fortifié La Marne, touché par un Thunderbolt, explose, faisant de nombreux blessés et 81 morts parmi les Allemands, dont 70 soldats SS, stationnés alors près du Château de Mercy, et 11 marins de la Kriegsmarine, chargés du transport des ogives
Le 20 septembre 1944, le Gauleiter Bürckel déclare la partie sud-ouest du CdZ-Gebiet Lothringen « Zone des armées ». Il est par conséquent interdit de franchir une ligne allant d’Apach au Donon, et passant par Sierck-les-Bains, Courcelles, Faulquemont, et Sarrebourg. Malgré de nombreuses contre-attaques dans le secteur et des pertes très élevées, les troupes allemandes sont obligées de céder du terrain au Xe Combat Team américain, reculant vers la Seille. La bataille de Metz semble à ce moment gagnée pour les troupes américaines, qui sont aux portes de Metz. Mais le 24 septembre 1944, la IIIe armée du général Patton doit arrêter son offensive sur Metz, assurer les positions défensives sur son secteur et se porter sur la frontière hollandaise, où la situation devient critique. Contre toute attente, le siège de Metz se poursuit.
Le 26 septembre 1944, les chasseurs bombardiers du 19e Tactical Air Force effectuent un raid aérien sur les forts de Metz, larguant des bombes au napalm de 500 kg. Mais les fortifications bétonnées et enterrées résistent bien à cette attaque aérienne surprise. Le lendemain, 27 septembre 1944, les obusiers de 240 mm du 19e Field Artillery Batallion préparent le terrain à deux compagnies d’assaut du 11e Infantry Regiment, dans le secteur du groupe fortifié Driant. Face à des troupes allemandes qui exploitent au mieux le terrain et les fortifications, les troupes américaines n’arrivent pas à franchir les réseaux de fils de fer barbelés du groupe fortifié et se replient en fin de journée. Avant le 30 septembre 1944, deux nouveaux raids aériens se montreront inefficaces pour déloger les soldats allemands, qui se terrent pendant les raids, et retrouvent leurs postes de combat aussitôt après. L'inefficacité des bombes incendiaires sur les fortifications souterraines ou à demi enterrées de la ceinture fortifiée semblent alors ne laisser d'autre choix aux Américains que de prendre les forts d’assaut les uns après les autres, pour les neutraliser rapidement. Or les forts du secteur sont défendus, à ce moment de la bataille, par des vétérans du Front de l’Est, soldats fortement motivés et déterminés. L’état-major américain préfère donc adopter une tactique d’encerclement, visant à contourner Metz au nord et au sud de la ville. À la fin du mois de septembre 1944, une partie des forces allemandes, positionnées au nord, est déplacée dans le secteur sud de Metz, pour contenir l’offensive américaine.

## Octobre 1944
Le 3 octobre 1944, les troupes américaines arrivent à prendre l’une des cinq casernes du groupe fortifié Driant. Les combats se poursuivent maintenant en surface et dans les tunnels de communication reliant les bunkers les uns aux autres. Le 4 octobre 1944, à la Bayern Kaserne, Franz Schubert, Kreisleiter de Metz, réquisitionne des terrassiers ou Schanzarbeiter pour creuser des tranchées antichars. Les ordres de réquisitions, d'abord placardés sur les murs de la ville, sont rapidement envoyés aux hommes concernés, sous forme de convocations individuelles. Les civils réfractaires sont considérés comme des déserteurs et encourent la peine capitale. Malgré cela, de nombreux messins se cachent, ou essaient de se faire exempter par des médecins lorrains complaisants. Ils devront finalement passer une contre-visite à la Bayern Kaserne. Parmi ceux qui ne purent échapper au Schanzen, plusieurs dizaines furent tués sur les chantiers par des obus ou des bombes américaines. D'autres seront enrôlés de force dans le Volkssturm, et seront contraints de porter les armes. Le 6 octobre, les troupes du 11e Infantry Regiment assiégeant toujours le groupe fortifié Driant, sont relevées par le premier bataillon du 10e Infantry regiment. Face à ces troupes fraîches et bien armées, les soldats allemands, encadrés par des junkers à la discipline de fer, tiennent tant bien que mal leurs positions. Les blessés et les morts se comptant maintenant par dizaines dans le fort, le moral est au plus bas. Croyant bénéficier d’une supériorité matérielle écrasante, les troupes américaines lancent une nouvelle attaque le 7 octobre. Les combats sont acharnés, les soldats allemands se défendant pied à pied, avec l’énergie du désespoir. Dans un dernier effort, ils repoussent l’attaque américaine en surface et font des prisonniers dans les souterrains de communication. Devant ce nouvel échec cuisant, le général Gay décide d’abandonner l’offensive sur le groupe fortifié Driant et fait prudemment évacuer ses troupes dans la nuit du 12 au 13 octobre, après avoir fait piéger les accès avec 3 000 kg d’explosifs.

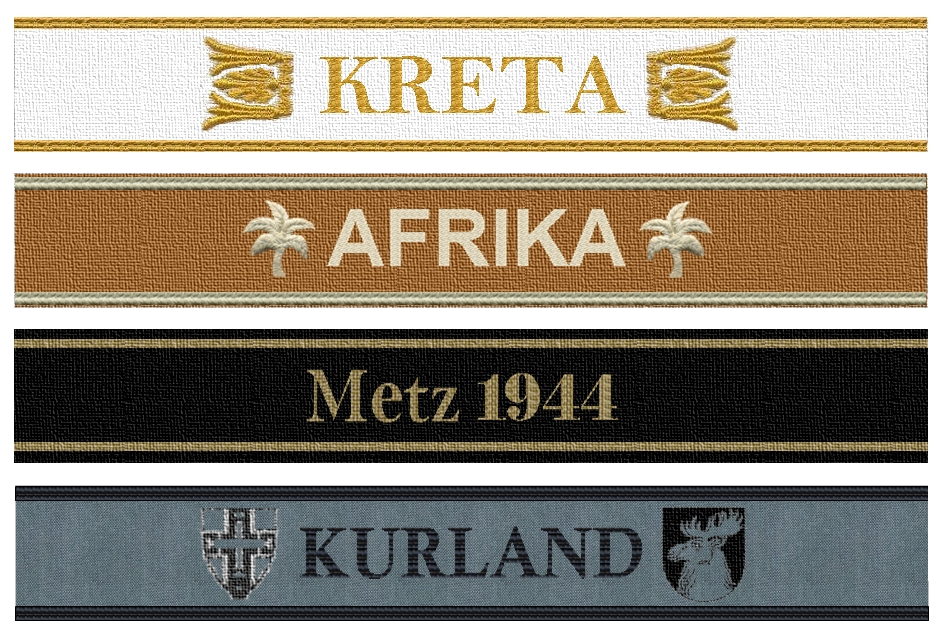
Ärmelband "Metz 1944"

Alors que les troupes de la troisième armée américaine se reposent en écoutant Marlène Dietrich, les troupes allemandes profitent de cette accalmie dans les combats pour se réorganiser. Des troupes de réserves de la future 462e Volks-Grenadier-Division relèvent les troupes d’élites de Siegroth dans les forts du secteur ouest de Metz
. L’OKH décide en effet de réorganiser les troupes allemandes autour de Metz en réaffectant certaines unités sur d'autres théâtres d'opérations. Pour encadrer de nouvelles Volksgrenadier-Divisionen, les officiers fraîchement sortis de la Fahnenjunkerschule VI des Heeres « Metz » sont ainsi répartis dans de nouvelles unités. Un certain nombre de soldats de la Wehrmacht se retirent en bon ordre de Metz en direction de la Sarre, et sont remplacés par des troupes de réserve appartenant à la 462e Volksgrenadier-Division. À la suite de ce nouveau déploiement, le XIIe Corps américain décide de lancer une nouvelle attaque, attaque durement contrée par les défenseurs allemands. Pour son engagement au cours de ces combats, le colonel Siegroth obtient la Croix de chevalier de la Croix de fer le 18 octobre 1944. Peu après est créée la Bande de bras Metz 1944, pour « rappeler la défense héroïque de la forteresse de Metz contre un adversaire supérieur en nombre et en matériel ». Le 19 octobre, le décret d’Hitler du 25 septembre 1944 appelant la levée en masse des hommes de 16 à 60 ans entre en vigueur dans le « CdZ-Gebiet Lothringen ». L’institution du Deutscher Volkssturm est applicable deux jours plus tard, le 21 octobre. Le SA-Gruppenführer Caspary a pour mission de lever douze bataillons dans le Gau Westmark. Placés sous l’autorité de Vollrath Lübbe, ces bataillons doivent notamment renforcer la 462e Volks-Grenadier-Division engagée dans la bataille. L’incorporation aura lieu à la Bayernkasern de Metz, à partir du 1er novembre 1944.
Dans le secteur sud, échaudées par les derniers combats, les troupes américaines se limitent, dans la deuxième quinzaine d’octobre, à des attaques ponctuelles et à des patrouilles de reconnaissance dans la région de Metz. Profitant de ce répit dans l’offensive, plusieurs unités du XXe Corps américain s’entraînent au combat de forteresse. Des éléments de la 5e Infantry Division notamment s’entraînent une dizaine de jours, dans le secteur de Joppécourt-Errouville-Morfontaine, aux techniques de combats rapprochés en zone fortifiée. Pour expérimenter des méthodes offensives permettant de réduire les défenses des groupes fortifiés de la Moselstellung, un programme de formation spécial avait été rapidement mis en place. Vers le 20 octobre, grâce à une reconnaissance aérienne, le 733e Field Artillery Battalion tire 120 obus de 155 mm sur un canon monté sur rail, de très gros calibre, immobilisé dans un atelier de réparation à Metz. Les services de renseignement américains confirment la destruction du canon et la mort de nombreux servants.
Plus au nord, malgré le soutien de l’artillerie qui pilonne systématiquement le secteur, la 90e division d'infanterie américaine piétine depuis le 17 septembre devant Maizières-lès-Metz. Le 20 octobre 1944, alors que ses troupes occupent déjà la moitié de Maizières, le général van Fleet ordonne que la ville soit prise avant le 2 novembre 1944. Mais les soldats du 1216e régiment de la 462e Volks-Grenadier-Division tiennent solidement les positions en se terrant dans des abris de fortune. Face à cette résistance opiniâtre, la 90e division d'infanterie fait appel à l’artillerie. Celle-ci tire sans relâche sur le secteur, réduisant le vieux village à quelques ruines éventrées et à des amas de pierres. L’hôtel de ville devient l’objectif à atteindre pour le colonel Barth. Pour déloger les derniers combattants allemands, les troupes américaines lancent une attaque décisive le 26 octobre 1944. Après un nouveau pilonnage d’artillerie, les soldats américains se jettent en masse sur l’objectif, nettoyant les derniers foyers de résistance au bazooka et au lance-flammes. Le 27 octobre 1944, l’ancienne mairie est prise. Les pertes allemandes sont très lourdes, mais les soldats tiennent encore certaines positions. Le 29 octobre 1944, l’artillerie de la division américaine déclenche un nouveau barrage roulant au nord de la commune, détruisant maisons et retranchements. Cette fois-ci, les dernières poches de résistance tombent. Le 30 octobre, le général Patton peut visiter les ruines de Maizières et savourer sa victoire. Les verrous nord et sud de Metz étant tombés, le commandement américain décide d’attaquer la ligne arrière de Metz, en contournant la ville par l’est.

## Novembre 1944

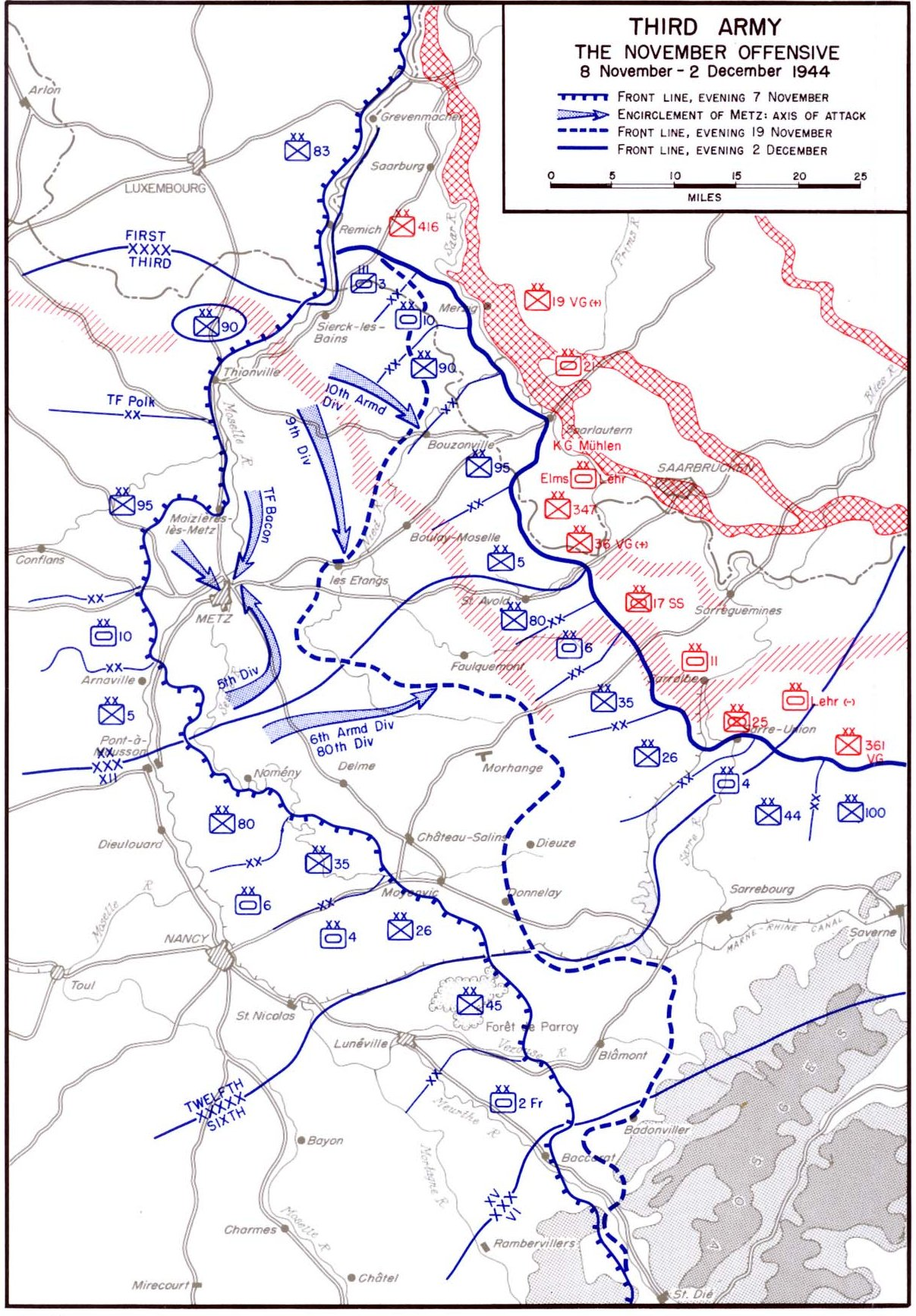
Offensive américaine: 8 novembre - 2 décembre 1944

Lorsque les hostilités reprennent, après un mois pluvieux, les soldats de la 462e Volks-Grenadier-Division tiennent toujours solidement les forts de Metz, même si les ravitaillements se font plus difficilement à cause des tirs d’artillerie et des bombardements fréquents. Un bataillon de Volkssturmmänner, comptant environ 400 hommes, est intégré au dispositif de défense de la ville. Ce bataillon se compose essentiellement d’anciens fonctionnaires de police et de vétérans de 14-18 âgés de plus de 45 ans, mais aussi de jeunes de la Hitlerjugend âgés de moins de 18 ans, et de réfractaires de l’armée allemande. La capacité de combat de ce bataillon étant considérée, par le commandement allemand, comme nulle, et sa fidélité très réduite, les hommes du Volkssturm « Metz » sont placés sous l’autorité d’un Major de l’Ordnungspolizei et relégués à des tâches de maintien de l’ordre et de défense passive. Du côté des Alliés, grâce aux tactiques élaborées pendant la formation au combat de forteresse, les forces américaines prennent une partie des fortifications de la seconde ceinture fortifiée de la ville, le 3 novembre 1944.
Le 8 novembre, l’étau autour de Metz se resserre, avec la 95e division d’infanterie au nord et la 5e division d’infanterie au sud. Le 9 novembre, en guise de prélude à l’offensive sur Metz, pas moins de 1 299 bombardiers lourds B-17 et B-24 déversent 3 753 tonnes de bombes, de 1 000 à 2 000 livres, sur les ouvrages fortifiés et les points stratégiques situés dans la zone de combat de la IIIe armée. La plupart des bombardiers ayant largué leurs bombes sans visibilité, à plus de 20 000 pieds, les objectifs ont souvent été manqués. À Metz, les 689 chargements de bombes destinés à frapper sept des forts de Metz désignés comme des cibles prioritaires, ne firent que des dégâts collatéraux. À Thionville et à Sarrebruck, le résultat est aussi peu concluant, prouvant une fois de plus l'inadéquation des bombardements massifs sur des objectifs fortifiés. Les fonctionnaires allemands fuient dans la nuit du 11 au 12 novembre 1944 et la Gestapo transfère les derniers prisonniers politiques, arrêtés depuis le 4 septembre, vers la Sarre et le Palatinat.
Le 12 novembre au matin, le tintement de la Mutte indique que l'ordre d'évacuation générale de la ville a été donné. Il est fixé pour le surlendemain, 14 novembre 1944, mais la plupart des Messins décident de ne pas y répondre et se terrent dans les caves et les abris. Commence alors pour eux une semaine aussi éprouvante, qu'angoissante. Le 14 novembre 1944, alors que le Generalleutnant Heinrich Kittel est nommé commandant des forces allemandes, l'attaque américaine reprend sur le secteur nord-ouest des forts de Metz. Les obusiers de 105 mm du 359e Field Artillery Battalion ouvrent le feu sur le secteur situé de part et d'autre du Groupe fortifié Jeanne-d’Arc, entre le fort François-de-Guise et le fort Driant, afin d'ouvrir la voie au 379e Infantry regiment dont l’objectif est d’atteindre la Moselle. L’attaque se concentre sur le fort Jeanne-d’Arc, qui finit par être encerclé par les troupes américaines. Après deux contre-attaques meurtrières, les hommes du Major Voss appartenant à la 462e Volks-Grenadier-Division se replient bientôt sur le groupe fortifié. Ils n’en sortiront plus. Pour le commandant du fort Jeanne-d’Arc, le constat est amer : les pertes sont lourdes et n’ont pas empêché les Américains d’atteindre la Moselle.
Au même moment, au sud du fort Jeanne-d’Arc, le 1er bataillon du 379e Infantry regiment attaque les ouvrages de Jussy-Nord, Jussy-Sud et Saint-Hubert. Défendus chacun par une poignée de soldats du 462e Volks-Grenadier-Division, ils sont pris vers 14h00. Deux heures plus tard, le 1er bataillon réussit à prendre l’Ouvrage d’infanterie de Bois-la-Dame, tenu par une section allemande, malgré une contre-attaque vigoureuse et des tirs soutenus venant du fort Driant. Au soir du 14 novembre, les ouvrages des Seven Dwarfs, appelés ainsi pour les distinguer des grands groupes fortifiés, sont aux mains des Américains. Mais le fort Jeanne-d’Arc n’étant pas encore neutralisé, l'avant-garde américaine est trop avancée. Un parachutage doit ravitailler les hommes en munitions et en vivres.
Le lendemain matin, 15 novembre 1944, dans le secteur nord-ouest des forts de Metz, les ouvrages de la ligne Canrobert, dans le bois de Fèves, sont attaqués par la 378e Infantry Regiment du Col. Samuel L. Metcalfe. Dans la brume matinale, après une préparation d'artillerie, le fort Nord de la ligne Canrobert est le premier à tomber vers 11 heures, les troupes américaines arrivant dans le bois de Woippy. Durant l'après-midi, les hommes du 1217e Grenadier-Regiment "Richter", formé par le Régiment de sécurité 1010, et ceux du 1515e Grenadier-Regiment "Stössel" de la 462e Volks-Grenadier-Division font plusieurs tentatives infructueuses pour repousser les Américains derrière la ligne Canrobert. Sous la pression, ils finissent par décrocher, laissant derrière eux de nombreux morts et blessés. Les grenadiers allemands, qui devaient se retirer sur une ligne entre le point d’appui Leipzig et le fort de Plappeville se replient finalement en désordre vers Metz et Woippy. Le 15 novembre 1944, le 378e Infantry Regiment épaule le 379e Infantry Regiment, mais l’attaque d’un poste avancé du fort Jeanne-d’Arc ne peut se faire qu’à la nuit tombée. Le souffle d’une charge explosive placée directement sur le bunker poussera finalement l’Oberleutnant et ses hommes à se rendre. Le même jour, en ce 15 novembre 1944 humide et froid, le 377e Infantry Regiment de la 95e Division américaine, parti de Maizières-lès-Metz, entre au nord de Metz dans Woippy, avant d’être stoppé par les tirs des forts Déroulède (Kameke), Gambetta (Hindersin), et Saint-Julien (Manteuffel). Face à eux, des hommes du 1515e Grenadier-Regiment "Stössel", renforcés par une compagnie de réserve du 38e SS-Panzergrenadier Regiment, opposent une résistance désespérée.

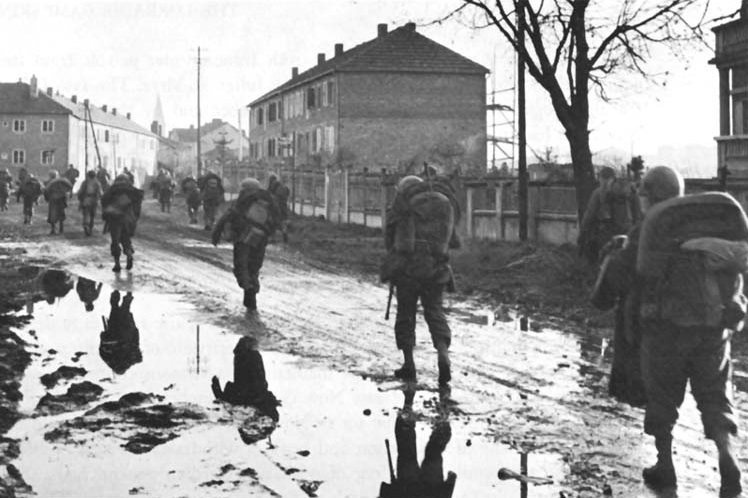
Soldats du 377e Infantry Regiment dans le quartier des Quatre-Bornes, le 17 novembre 1944

Alors que des combats de harcèlement se poursuivent toute la journée du 16 novembre 1944 à Woippy et que le fort Gambetta est attaqué par le 3e bataillon du 377e Infantry regiment, l'état-major américain décide de concentrer l’attaque nord-ouest, qui piétine toujours, entre les forts Jeanne-d’Arc et de-Guise. Partant du bunker de la ferme Saint-Hubert et de la ferme de Moscou, le 3e bataillon progresse par bonds successifs. Pour empêcher toute sortie de la garnison allemande, les troupes de la 95e Infantry Division neutralisent les groupes fortifiés en minant tous les accès aux forts. Au sud de Metz, face au 11e Infantry regiment de la 5e division américaine, les hommes de Matzdorff opposent une résistance farouche sur la base de Frescaty. Les GI's du 11e Infantry regiment se trouvent maintenant face à des mitrailleuses MG 34 et MG 42, déployées sur la base aérienne. Le bruit de fusillade des fusils M1 et des pistolets-mitrailleurs MP 38 est maintenant sporadiquement couvert par le crépitement sec et régulier des mitrailleuses. Les troupes de la 462e Volks-Grenadier-Division défendent avec pugnacité chaque hangar et chaque abri anti-aérien du terrain d’aviation. Sous la pression des troupes américaines, les hommes de Matzdorff finissent cependant par se replier vers le fort Prinz August von Württemberg et les derniers hangars. En ce 16 novembre 1944, alors qu’une nuit froide et humide tombe sur la base aérienne, le 11th Infantry regiment a perdu pas moins de quatre officiers et de 118 hommes sur le terrain. Mais les pertes allemandes sont lourdes également. Le même jour, au sud-est de Metz, des éléments du 38e SS-Panzergrenadier-Regiment contre-attaquent en vain en direction de Courcelles. Disposant d’une bonne couverture aérienne, la 5e Division américaine tient ses positions, et prend en tenailles les troupes allemandes de ce secteur.
Dans la nuit du 16 au 17 novembre 1944, sous la pression des 377e et 378e régiments américains, les grenadiers allemands de Woippy finissent par se replier en désordre sur Metz, abandonnant sur place, pièces d'artillerie, camions, stocks d’armement et mourants. Dans la même nuit, les derniers éléments du 38e SS-Panzergrenadier Regiment, pris en tenaille au sud-est par la 5e Division américaine, réussissent à sortir de cette nasse et se retirent en direction de la Sarre, laissant Kittel seul face à ses responsabilités. Preuve de la situation désespérée de la défense de Metz, les hommes du Volkssturm "Metz", portant des brassards et armés de fusils français, sont alors escortés par des fonctionnaires de police et placés dans les lignes, entre le fort Saint-Privat et le fort de Queuleu. Après une nuit sous la pluie et la neige fondue, ces troupes improvisées semblaient déjà anéanties.
Le 17 novembre 1944, le 10e Infantry regiment de la 5e division rentre dans Borny. Deux bataillons du 10e Infantry regiment, soutenus par des chars du 735e Tank battalion suffisent à encercler le fort de Queuleu. Plus au sud, le 11e Infantry regiment de la 5e division américaine encercle le groupe fortifié Verdun (Haeseler), prend Augny, avant de se heurter à une forte résistance au niveau du terrain d’aviation de Metz–Frescaty. Les combats se poursuivent en effet au nord-est de la base, où une section allemande s'accroche aux derniers bâtiments. Mais les tirs viennent bientôt principalement du fort Saint-Privat. Le fort Prinz August von Württemberg, quartier général de Von Matzdorf quasi imprenable, est finalement encerclé dans la soirée. Le général Kittel décide de faire sauter un à un les ponts reliant l’île Saint-Symphorien, l’île du Saulcy et celle de Chambière, afin d’entraver l’entrée des troupes américaines. En ce 17 novembre 1944, les forces américaines, ayant réussi à isoler la plupart des forts de la ceinture fortifiée extérieure, attaquent maintenant la ville de Metz. Les FFI sortent enfin de l’ombre. À Woippy, les combats sanglants se terminent ce 17 novembre 1944 autour du fort Gambetta, fort isolé depuis la veille, qui finit par se rendre aux troupes américaines. Le soir du 17 novembre 1944, la situation est critique pour le général Kittel, commandant de la place forte de Metz. Les hommes valides du Grenadier-Regiment 1215 sont maintenant cernés dans le groupe fortifié du Saint-Quentin. Le Sicherungs-Regiment 1010, complètement désorganisé, est regroupé autour du fort de Plappeville. La Divisions-Füsilier-Kompanie 462 s'est aussi replié dans le Groupe fortifié Jeanne-d’Arc, où elle a été rejointe, le jour même, par la plupart des membres de l’état-major de la 462e Volks-Grenadier-Division. Le Grenadier-Regiment 1217 "Richter", aux rangs clairsemés, tente de former une nouvelle ligne de défense autour du fort Driant. Le 22e régiment de forteresse s'est dispersé sur la nouvelle ligne de front, avec des détachements autour des forts de Saint-Privat, de Queuleu et de Saint-Julien. Environ quatre cents traînards, intégrés aussi à la 462e Volks-Grenadier-Division, ont été réunis pour défendre l'ancienne caserne de l’île de Chambière. Mais ces dernières dispositions, prises in extremis par le général Kittel, ne sont fondées sur aucun plan d’ensemble, et ne permettent aucune coordination entre des unités maintenant isolées.
Le 18 novembre 1944, à l'ouest de Metz, le 1er Bataillon du 378e Infantry Regiment lance une première attaque sur le fort de Plappeville. Sur le plateau et dans le fort, les hommes du 1217e Grenadier-Regiment "Richter", formé par le Régiment de sécurité 1010, sont harassés par quatre jours de combats continus. Ils se défendent pourtant pied à pied sur le plateau, de casemate en casemate. Après un court répit, une seconde attaque américaine, plus meurtrière que la première, permet de prendre les abords du fort, contraignant les défenseurs à se terrer dans l'enceinte même du fort, pour se protéger des tirs de l'artillerie de campagne américaine disposée sur le plateau. Le fort de Plappeville est maintenant totalement encerclé par le 379e Infantry Regiment. Au cours de la journée du 18 novembre 1944, les artificiers de la 462e Volks-Grenadier-Division dynamitent le pont du Sauvage, entre Longeville et l’île Saint-Symphorien, envoyant par le fond une section d’assaut du 378e Infantry regiment de la 95e division américaine. Le général Kittel attendit le dernier instant pour faire sauter ce pont, car c’était le dernier lien direct entre son état-major restreint et les troupes tenant encore les forts de la rive ouest. Le bataillon du Major Voss, envoyé en soutien au fort Jeanne-d’Arc fut le dernier à franchir ce pont. Le 378e Infantry regiment, épaulé par une unité de blindés, est maintenant bloqué sur la rive gauche de la Moselle. Le 379e Infantry regiment s’arrête aussi devant le pont détruit de Moulins-lès-Metz, recevant l’ordre de surveiller sur place les troupes allemandes des forts Driant et Jeanne d’Arc, afin de ne pas être pris à revers.
Au nord-est de Metz, en ce 18 novembre brumeux, le colonel Bacon donne le signal de l'attaque au 2e bataillon du 378e Infantry Regiment sur le fort de Saint-Julien. Sa position de verrou sur la route principale de Metz en fait un objectif incontournable. Le bataillon d'assaut encercle silencieusement le fort et attaque à 7 h 0 précise. La route qui descend vers Metz est alors tenue par une compagnie de la 462e Volks-Grenadier-Division, que l'artillerie de campagne américaine déloge finalement des maisons en contrebas, achevant l'encerclement du fort aux alentours de midi. Blindés et canons automoteurs américains prennent alors position autour du fort. Pendant une heure, les obusiers de 240 mm de la Task force tirent sans relâche, préparant l'attaque de l'infanterie. Les soldats du 378e Infantry Regiment se lancent alors dans une brèche, à l'arrière du fort, mais sont pris sous le feu de mitrailleuses. Deux chars légers fournissent un tir de couverture, pendant qu'un chasseur de chars prend position à proximité et tire sur la porte du fort, qui pourtant résiste. Finalement, un canon automoteur de 155 mm parvient à faire sauter la porte d'entrée. En l'absence d'armement lourd, les 200 hommes de la 462e Volks-Grenadier-Division ne peuvent plus rien maintenant contre la puissance de feu américaine.
Le même jour, 18 novembre 1944, le 1er Bataillon du 377e Infantry Regiment attaque le fort Bellecroix et la caserne Steinmetz. Après un échange de tirs nourri, une colonne d'une centaine de soldats de la 462e Volks-Grenadier-Division finit par se rendre aux Américains. Peu après, vers 14h00, alors que l'infanterie américaine emprunte cette voie d'accès pour entrer dans Metz, deux puissantes charges explosives placées dans la caserne Steinmetz viennent souffler une cinquantaine de soldats américains. Comme d'autres accès de la place forte de Metz, ce secteur était piégé. Si les Américains piétinent encore en périphérie de Metz, ils sont maintenant, au grand soulagement des Messins, aux portes de la cité.

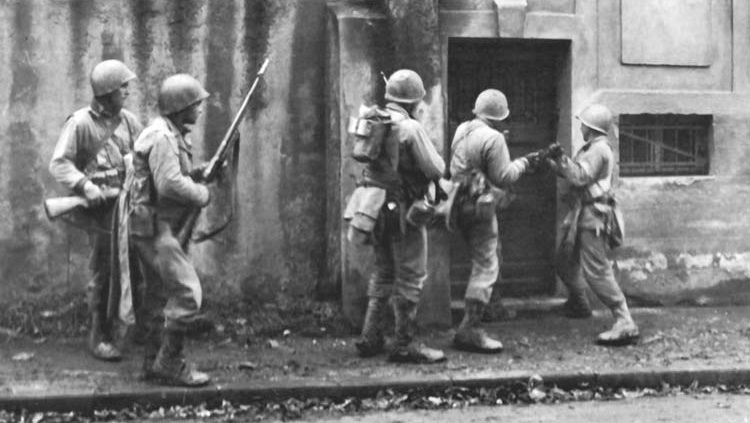
Soldats de la 5e division d’infanterie à Metz le 19 novembre 1944.

Le 19 novembre, la situation devenant critique pour les défenseurs allemands, le central téléphonique de la poste principale de Metz est dynamité par les artificiers de la 462e Volks-Grenadier-Division. La 5e division d’infanterie américaine attaque en effet les forts Lauvallière (i-werke Belle-Croix) et de Saint-julien (Manteuffel). Sans armement lourd, la garnison du fort de Saint-Julien accepte de se rendre au 378e Infantry Regiment, suivie peu après par celles des autres forts du secteur. À l’ouest de Metz, les forts résistent mieux. Les attaques de la 95e division contre les forts de Plappeville, du Saint-Quentin et de Jeanne-d’Arc échouent malgré l’appui de l’artillerie. Au sud, le 11e Infantry Regiment de la 5e division d’infanterie nettoie maintenant les faubourgs de Montigny-lès-Metz, alors que le 10e Infantry Regiment se charge à l’est des quartiers de Queuleu et du Sablon. Peu de temps avant l’arrestation de Dunckern, et celle de Kittel, l’état-major américain fait diffuser des tracts évoquant l’arrestation du colonel Mayer afin d’inciter les soldats allemands à se rendre en masse. Si la plupart des Allemands restant en dehors des forts de Metz résistent pour la forme, préférant se rendre que de mourir sur place, quelques-uns se sont retranchés dans des bâtiments administratifs et sont bien décidés à défendre la ville jusqu'à la fin. Dans la nuit du 19 au 20 novembre 1944, le SS-Brigadeführer Anton Dunckern, chef de la Gestapo de Metz, est capturé par les troupes de Patton.
Le 20 novembre 1944, le SS-Obersturmbannführer von Matzdorf sort du fort Saint-Privat avec un drapeau blanc. Le commandant Shell du 11e Infantry regiment, qui pense que l’officier va se rendre, s’entend répondre que lui et ses hommes sont prêts à se battre jusqu’à la mort « si nécessaire ». L'Obersturmbannführer souhaite seulement évacuer vingt de ses blessés les plus grièvement atteints. Les combats à Metz se poursuivent par intermittence, l'infanterie américaine ratissant les quartiers de la ville, maison par maison.
Le 21 novembre, une patrouille de la 95e Division trouve le général Kittel, grièvement blessé et sous morphine, dans un hôpital de campagne installé dans les sous-sols de la manufacture des tabacs de Metz. Il avait participé aux derniers combats dans la caserne Riberpray. Mais Kittel refuse de capituler, arguant du fait qu’il avait cédé son commandement au colonel Von Stössel, commandant du groupe fortifié du Saint-Quentin. L'infanterie américaine tient maintenant tous les quartiers de Metz, à l'exception de l’île de Chambière, où se situe la caserne Séré-de-Rivières et du quartier Saint-Vincent, où se trouve la caserne Riberpray. Après des négociations, le 2e bataillon du 10e Infantry regiment prend possession du fort de Queuleu dans la journée.
Le 22 novembre 1944, une nouvelle attaque sur les forts de Plappeville et du Saint-Quentin échoue, malgré la prise des deux batteries avancées situées entre les deux forts. Une attaque aérienne sur les forts de Metz est annulée le jour même, l'objectif principal de la division étant maintenant la ville de Metz. Les hostilités se poursuivent en effet sur l’île de Chambière, où les hommes du 377e Infantry regiment délogent à coup de grenades au phosphore les derniers défenseurs allemands. À 10h00, le général Walker remet officiellement la ville de Metz au général André Dody, nouveau gouverneur de Metz. Peu après, alors que les Américains tirent toujours sur le secteur de la préfecture et de la caserne Riberpray, le docteur Eugen Ewig, directeur allemand des Archives départementales, négocie avec les deniers résistants, afin de préserver le patrimoine architectural de la ville. Après une dernière escarmouche entre la préfecture et la caserne Riberpray, les hostilités cessent officiellement le 22 novembre 1944. À 14 h 35, le commandant du 377e Infantry regiment informe en effet le général Harry Lewis Twaddle que la ville est prise. Mais, bien que la ville soit maintenant libérée par les forces américaines, les derniers forts isolés, au nord et à l’ouest de la ceinture fortifiée de Metz, continuent à tenir, conformément à l’ordre de Hitler.
Dans la nuit du 22 novembre 1944, des hommes du fort Saint-Privat, tenu par le lieutenant-colonel SS von Matzdorf, désertent et se rendent aux Américains, déclarant que le moral dans le fort est au plus bas. Mais comme les autres forts à l’ouest de Metz, celui de Frescaty résiste, en dépit des circonstances. Afin de préserver les stocks américains d’armement et de munitions, et surtout d’éviter des pertes inutiles, le commandement américain décide de ne plus procéder à des attaques frontales, mais de recourir à de tirs de barrage, destinés à pousser les assiégés à se rendre. C’est ainsi que les 2 650 soldats allemands occupant encore, au moment de la chute de Metz, les forts situés au sud et à l’ouest de Metz, c’est-à-dire les groupes fortifiés Verdun, Driant, Jeanne-d’arc, et les forts Saint-Privat, du Saint-Quentin, et de Plappeville fixent pas moins de 9 000 soldats américains.
Après la chute des forts de Bois-la-Dame, de Marival et de Saint-Hubert, trop isolés, la Feste Haeseler se rend à son tour le 26 novembre 1944, à court de vivres et de munitions. Deux officiers et 148 hommes du rang en sortent, épuisés. L’ancien fort Prinz August von Württemberg, commandé par le SS-Sturmbannführer Werner Matzdorff, tombe à son tour le 29 novembre 1944, après un tir de barrage soutenu par quatre pièces d'artillerie de campagne et un canon automoteur de 155 mm. Matzdorff se rend avec 22 officiers et 488 hommes, dont 80 blessés. Le drapeau à la croix gammée ne flottait plus sur la base aérienne, faisant mentir l’inscription monumentale qui y était peinte : « Der Mann kann fallen, die Fahne nie ».
À la fin du mois de novembre 1944, les forts Driant, Jeanne d'Arc, Saint-Quentin, et Plappeville tiennent toujours, obligeant le général Irwin à utiliser la plupart de l'infanterie disponible pour les contenir. Dans cette mesure au moins, la garnison de Metz a exécuté les ordres donnés par Hitler.

## Décembre 1944

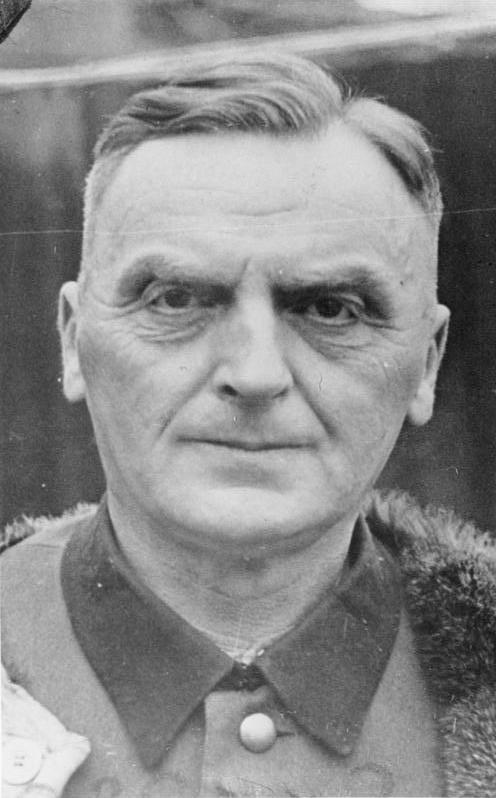
Generalmajor Kittel, dernier commandant de Metz, prisonnier de guerre en novembre 1944

Au début du mois de décembre, les forts encerclés par les troupes américaines depuis le 16 novembre 1944 tiennent toujours, mais les vivres et les munitions sont maintenant comptées. Le fort Prinz Friedrich-Karl tenu par le colonel Von Stössel, qui comptait encore 600 hommes, et le fort Alvensleben, commandé par le colonel Vogel, qui en comptait encore 200, se rendent finalement les 6 et 7 décembre 1944, à la 5e division d’infanterie du général Irwin, soit deux semaines après la reddition des troupes allemandes à Metz. Par un des hasards de la guerre, le fort Kronprinz commandé par le colonel Richter, et ses 610 officiers et hommes de troupe, capitule devant la 5e Infantry Division, quinze minutes avant que celle-ci ne soit relevée. Il est suivi bientôt par le fort Kaiserin, tenu par les 500 hommes du Major Hans Voss, le 13 décembre 1944. Le fort Jeanne d'Arc, sans doute parce qu'il était commandé par l’état-major de la 462e Volks-Grenadier-Division et défendu par un bataillon de fusiliers, fut donc le dernier des forts de Metz à se rendre, après trois mois de siège.

## Épilogue
Pour conclure, la résistance allemande, déterminée, les intempéries et les inondations, inopportunes, ainsi qu'une tendance générale à mésestimer la puissance de feu des fortifications de Metz, ont contribué à ralentir l'offensive américaine, donnant l'occasion à l'armée allemande de se retirer en bon ordre vers la Sarre, pour y organiser une nouvelle ligne de défense sur la ligne Siegfried. L’objectif de l’état-major allemand, qui était de gagner du temps en fixant le plus longtemps possible les troupes américaines en avant de la ligne Siegfried, sera donc largement atteint.